# هنري ري (صحفي)
هنري ري (بالفرنسية: Henri-François Rey)‏ (و. 1919 – 1987 م) هو صحفي، وكاتب سيناريو فرنسي، ولد في تولوز، توفي في باريس، عن عمر يناهز 68 عاماً.

## جوائز
حصل على جوائز منها:
- جائزة أنتيراليي (1962)
- جائزة دو ماغو  [لغات أخرى]‏ (1959)

## وصلات خارجية
- هنري ري على موقع IMDb (الإنجليزية)
- هنري ري على موقع ألو سيني (الفرنسية)
- هنري ري على موقع أول موفي (الإنجليزية)
- هنري ري على موقع قاعدة بيانات الأفلام السويدية (السويدية)
- هنري ري على موقع قاعدة بيانات الفيلم (الإنجليزية)
- هنري ري على موقع كينوبويسك (الروسية)